# Resolutie 1017 Veiligheidsraad Verenigde Naties
Resolutie 1017 van de Veiligheidsraad van de Verenigde Naties werd unaniem goedgekeurd op 22 september 1995.

## Achtergrond
Begin jaren 70 was het tot een conflict gekomen tussen Spanje, Marokko, Mauritanië en de Westelijke
Sahara zelf over de Westelijke Sahara, een gebied dat tot dan toe in Spaanse handen was. Marokko legitimeerde zijn aanspraak op
basis van historische banden met het gebied. Nadat Spanje het gebied opgaf bezette Marokko er twee derde van. Het
land was nog steeds in conflict met Polisario, dat met steun van Algerije de onafhankelijkheid
bleef nastreven. 
Begin jaren 90 kwam er een plan op tafel om de bevolking van de Westelijke Sahara
via een volksraadpleging zelf te laten beslissen over de toekomst van het land. Het was de taak van de VN-missie
MINURSO om dat referendum
op poten te zetten. Het plan strandde later echter door aanhoudende onenigheid tussen de beide partijen, waardoor
ook de missie nog steeds ter plaatse bleef.

## Inhoud

### Waarnemingen
De Veiligheidsraad herinnerde aan de criteria voor stemrecht en het voorstel van de secretaris-generaal voor de interpretatie ervan. De secretaris-generaal rapporteerde dat slechts 2 van de 8 identificatiecentra in werking waren. Om vooruitgang te boeken moesten beide partijen een visie hebben voor de periode na de
volksraadpleging. De Raad betreurde dat de doorlichting van Marokko van de 100.000 aangemelden die buiten het territorium (de Westelijke Sahara) wonen het tijdschema van MINURSO vertraagde, en betreurde dat Polisario weigerde deel te nemen aan de identificatie.

### Handelingen
Nog steeds moest er een vrije, eerlijke en onpartijdige volksraadpleging over zelfbeschikking
worden gehouden in de Westelijke Sahara. Sinds resolutie 1002
hadden de partijen te weinig vooruitgang geboekt bij het identificatieproces, de gedragscode, de vrijlating van
krijgsgevangenen, de inkwartiering van Polisario-troepen en de vermindering van het aantal Marokkaanse troepen.
De partijen werden opgeroepen samen te werken aan het VN-plan en de secretaris-generaal gevraagd om voorstellen te
doen om de problemen op te lossen. Het mandaat van MINURSO werd verlengd tot 31 januari 1996. Als
dan de nodige condities om de overgangsperiode - die normaal op 31 mei 1996 moest beginnen - te beginnen
niet aanwezig waren zou MINURSO mogelijk teruggetrokken worden. Ten slotte benadrukte de Veiligheidsraad dat er niets
aan de financieringsmethoden van MINURSO zou worden veranderd.

## Verwante resoluties
- Resolutie 995 Veiligheidsraad Verenigde Naties
- Resolutie 1002 Veiligheidsraad Verenigde Naties
- Resolutie 1033 Veiligheidsraad Verenigde Naties
- Resolutie 1042 Veiligheidsraad Verenigde Naties (1996)

Lijst ·  970 ·  971 ·  972 ·  973 ·  974 ·  975 ·  976 ·  977 ·  978 ·  979 ·  980 ·  981 ·  982 ·  983 ·  984 ·  985 ·  986 ·  987 ·  988 ·  989 ·  990 ·  991 ·  992 ·  993 ·  994 ·  995 ·  996 ·  997 ·  998 ·  999 ·  1000 ·  1001 ·  1002 ·  1003 ·  1004 ·  1005 ·  1006 ·  1007 ·  1008 ·  1009 ·  1010 ·  1011 ·  1012 ·  1013 ·  1014 ·  1015 ·  1016 ·  1017 ·  1018 ·  1019 ·  1020 ·  1021 ·  1022 ·  1023 ·  1024 ·  1025 ·  1026 ·  1027 ·  1028 ·  1029 ·  1030 ·  1031 ·  1032 ·  1033 ·  1034 ·  1035